# Oparić
Oparić (en serbe cyrillique : Опарић) est un village de Serbie situé dans la municipalité de Rekovac, district de Pomoravlje. Au recensement de 2011, il comptait 847 habitants.

## Démographie

### Évolution historique de la population
| 1948  | 1953  | 1961  | 1971  | 1981  | 1991  | 2002 | 2011 |
| ----- | ----- | ----- | ----- | ----- | ----- | ---- | ---- |
| 1 760 | 1 797 | 1 643 | 1 486 | 1 442 | 1 264 | 963  | 847  |

|  |

## Personnalités
- Zivadin Jovanovic (1938-), ancien ministre des affaires étrangères de Yougoslavie, est né à Oparić.
- Le peintre Milosav Jovanović (1935-2014) est né dans le village ; il est notamment présent dans les collections du Musée d'art naïf et marginal de Jagodina[4].